# Juraj Dobrila
Juraj Dobrila (Veli Ježanj, 16. mart 1812 - Trst, 13. januar 1882) bio je biskup, štampar i dobrotvor.

## Biografija
Dobrila se rodio u selu Veli Ježenj, u području Tinjanštine u centralnoj Istri, koja je tada bila dio Ilirskih provincija, da bi ubrzo prešla u Habzburšku monarhiju. Bio je iznadprosečno inteligentan, pa je prvo pohađao nemačku osnovnu školu u Tinjanu i Pazinu, a potom gimnaziju u Goriciji i Karlovcu, gde je išao i u sjemenište. Zaredio se 1837. godine i radio 1837-1838 u Munami i Hrušićima. Od 1839. studirao je teologiju u bečkom Augustineumu gdje je diplomirao 1842. godine. Nakon studija je postao kapelan u Trstu i direktor devojačke škole.
U periodu 1857-1875 bio je biskup porečko-pulski, a od 1875. do smrti biskup tršćansko-koparski. Dobrilin studijski kolega i prijatelj bio je Josip Juraj Štrosmajer, hrvatski biskup i dobročinitelj u XIX veku. Dobrila je glasno zastupao prava Hrvata i Slovenaca u Istri.
Za vreme Revolucije 1848, Dobrila se učlanio u Slavjansko društvo u Trstu. Zalagao se za uvođenje slovenskih jezika u škole i u javni život, finansirao školovanje dece u hrvatskom delu monarhije (u Rijeci i Kastvu) te je poticao hrvatske i slovenačke seljake u Istri da čitaju knjige na materinskom jeziku i da ih ne tlače politički i kulturno moćniji Italijani.
Dobrila je 1854. štampao molitvenik "Oče, budi volja tvoja" na hrvatskom i podupirao je izdavanje prvih hrvatskih novina u Istri, "Naše sloge" 1870. godine. Takođe je objavio zbirku narodnih bajki i poslovica, "Različno cvijeće". Njegov drugi molitvenik, "Mladi bogoljub", objavljen je 1889.
Bio je član Regionalnog savjeta Poreča od nejgova osnivanja 1861. i njegov predstavnik u bečkom parlamentu do 1867. Osim toga, učestvovao je u Prvom vatikanskom saboru (1870), gde je podupirao Štrosmajerove stavove o budućnosti Crkve.
Dobrila je postumno darovao celo svoje imanje u dobrotvorne svrhe. Njegov lik se nalazio na novčanici od 10 hrvatskih kuna (iz doba novije Hrvatske, a ne NDH).

## Drugi o Dobrili
Šimun Milinović je poznavao Dobrilu i o njemu je zapisao da ne želi da ga potomstvo kune, jer se uticalo da bogoslovija postane rasadnik talijanštine. Dobrilu su posprdno nazivali biskupom Slovena, vescovo dei Schiavoni. Kada je Ljudevit Vuličević protestno pisao biskupu Štrosmajeru, zbog njegovog antisrpskog prozelitizma, u pismu je spomenuo i da je biskup Dobrila bio svedok događaja u Puli, kada su Ljudevita hteli živoga gurnuti u grob, 1872.

## Literatura
- Дурковић - Јакшић, Љубомир (1990). Србија и Ватикан, 1804.-1918. Жичко и шумадијско владичанство.